# Destruction de l'ivoire

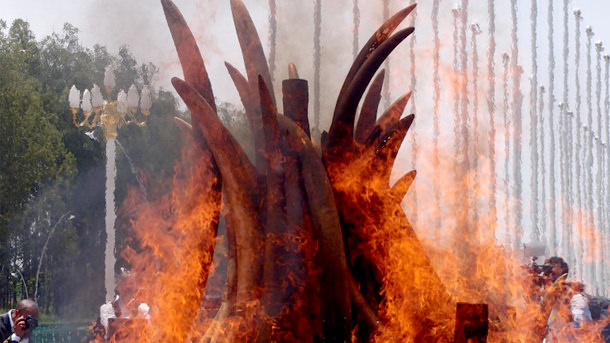
Ivoire brûlé à Brazzaville.

La destruction de l'ivoire est une technique utilisée par des gouvernements ou des groupes de conservation de la nature dans le but de dissuader le braconnage des éléphants pour leurs défenses et de mettre fin au marché de l'ivoire. Pour être détruit, l'ivoire peut être brûlé ou broyé.